# Neil Turbin
Neil Turbin (New York, 24 dicembre 1963) è un cantante statunitense, famoso per essere stato il primo cantante della band speed/thrash metal Anthrax, dal 1982 al 1984.
L'unica registrazione incisa con il gruppo di New York fu il loro album di debutto, Fistful of Metal. Turbin inoltre compose tutti i testi per quest'album. Fu licenziato dalla band nel 1984.
L'ultimo gruppo di Turbin, i Deathriders, prende il nome da una famosa canzone degli Anthrax, la prima di Fistful of Metal, ed è stato formato nel 2003 come supporto per l'album solista di Turbin, Threatcon Delta. I Deathriders hanno fatto un tour in Giappone e negli Stati Uniti nel 2008, a supporto del loro album di debutto, Back with a Vengeance, la cui uscita è stata in seguito rimandata al 2009.

## Discografia

### Deathriders
- Back with a Vengeance

### Tresaure Land
- The Cities Are Burning, nella parte di "Nostradamus".

### Solista
- 2003 - Threatcon Delta

### Anthrax
- 1984 - Fistful of Metal
- 1985 - Armed and Dangerous

### Partecipazioni
- 1986 - Kuni
- 1997 - Robby Lochner (1997) - Still Burning e Inside information
- 2006 - Frost - Out in the Cold